# Katarina Nelipčić
Katarina Nelipčić (? – ?), hrvatska plemkinja i kneginja iz velikaške obitelji Nelipić. Bila je starija kći kneza Ivaniša Nelipčića i Elizabete Bubek. Njena mlađa sestra bila je Margareta Nelipčić, udana za kneza Karla III. Kurjakovića.
Budući da knez Ivaniš nije imao muških potomaka, odlučio je ostaviti sve obiteljske posjede i naslove starijoj kćeri Katarini koju je 1410. godine udao za kneza Ivana VI. Frankapana, kojemu je predao u miraz sve svoje posjede i 1411. godine ga posinio. Sljedeće je godine hrvatski i ugarski kralj Žigmund Luksemburški potvrdio odluku o nasljeđivanju posjeda Nelipčića od strane Frankapana, dok je boravio u Brinju.
Poslije Ivanišove smrti 1434. godine, kralj Žigmund je, suprotno dogovoru, zatražio od Ivana VI. da mu preda Katarinine zemlje, odnosno, cjelokupnu baštinu Nelipčića, što je Ivan odbio. Nakon toga ga je Žigmund skinuo s dužnosti hrvatsko-dalmatinskog bana i poslao na njega vojsku pod vodstvom novoimenovanog bana Matka Talovca. Ivan VI. je 1436. godine izgubio život u sukobu s kraljem, nakon čega je kralj Žigmund predao baštinu Nelipića braći Talovac.
Katarina je tijekom braka s Ivanom VI. rodila sina Jurja I. Cetinskog, koji je postao rodonačelnikom cetinske loze knezova Frankapana.

## Vanjske poveznice
- Nelipčići – Hrvatska enciklopedija
- Nelipčići (Nelipići) – Proleksis enciklopedija
- Ivan VI. st. Frankapan – Hrvatski biografski leksikon